# Кобаль-Ліхтей Тетяна Василівна
Тетя́на Васи́лівна Ко́баль-Ліхтей (нар. 30 січня 1972, с. Пасіка) — українська поетеса та прозаїк, кандидат філологічних наук, доцент кафедри словацької філології УжНУ.

## З життєпису
Народилася 30 січня 1972 року в селі Пасіка Свалявського району Закарпатської області.
Закінчила Свалявську ЗОШ № 1 (1989), українське відділення філологічного факультету Ужгородського державного університету (1994) та аспірантуру при кафедрі загального і слов'янського мовознавства (1998). Після закінчення аспірантури — викладач, старший викладач, а з 2003 року — доцент кафедри словацької філології. Кандидатську дисертацію «Мова українських перекладів Івана Мацинського» захистила 2002 року.
Досліджує українсько-словацькі літературні взаємини, актуальні питання в галузі художнього перекладу, сучасну літературу Закарпаття та Пряшівщини. Авторка 50 наукових та 30 науково-популярних статей, 6 навчально-методичних розробок та навчального посібника «Штурівська генерація романтиків і українська література» (Ужгород, 2003).
Член Національної Спілки письменників України. Авторка повісті «Лялька», 4 поетичних збірок («Оксамитова ніч», «Химерні ромени», «Зела», «Сарабанда дощу»), ряду передмов до видань художніх творів закарпатських митців, упорядник 5 випусків студентських збірників художніх перекладів «Між Карпатами і Татрами» (виходять з 2001 року) та 2 антологій сучасної жіночої лірики Закарпаття «Ніжність» (Ужгород, 2002) і «Вежа» (Ужгород, 2004).
Наукову та творчу діяльність Тетяни Василівни Ліхтей представлено в науково-літературних виданнях «Письменники Закарпаття» (Ужгород, 2003), «Поезія й поети Закарпаття» (Ужгород, 2003), «Поетичні горизонти Закарпаття» (Ужгород, 2006), «Письменники Срібної землі» (Ужгород, 2006), біобібліографічному довіднику «Жіночі постаті в історії Закарпаття» (Ужгород, 2004), антологіях «Закарпатська поезія ХХ століття» (Ужгород, 2003), «Творчість джинсового покоління» (Мукачево, 2007) та ін.